# Plecia rufilatera
Plecia rufilatera är en tvåvingeart som beskrevs av Edwards 1927. Plecia rufilatera ingår i släktet Plecia och familjen hårmyggor.
Artens utbredningsområde är Sri Lanka. Inga underarter finns listade i Catalogue of Life.